# Atac de replay

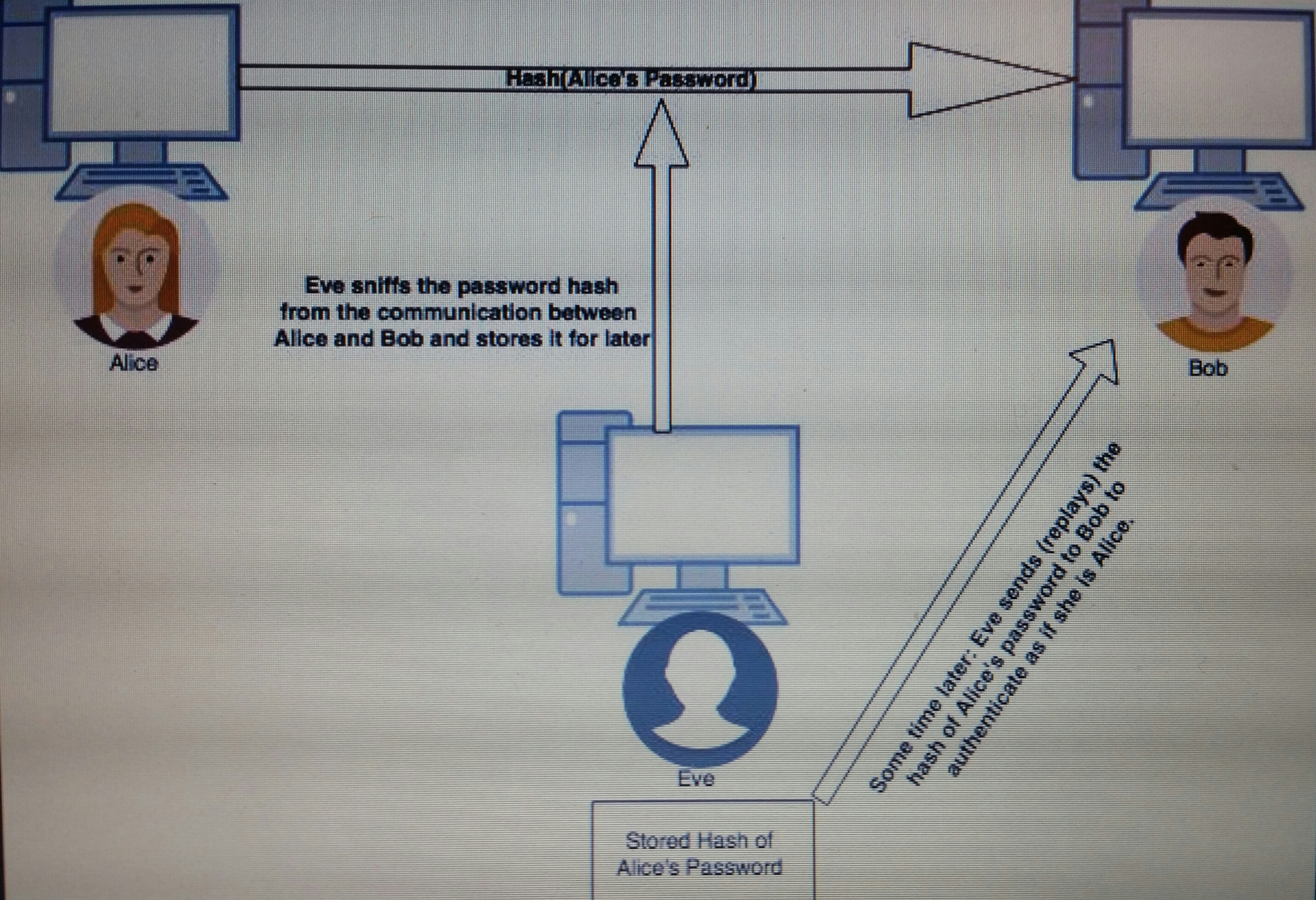
Fig.1 Esquema bàsic del funcionament de l'atack Replay : la comunicació es realitza entre Alice i Bob, mentre que Eve és l'espia

Atac de replay (o atac de reproducció) és un tipus d'atac de xarxa en el qual una transmissió de dades vàlida és repetida per l'atacant qui havia interceptat prèviament la transmissió. L'atac de replay es tracta d'un tipus d'usurpació d'identitat.

## Aplicació

### Suplantació de la identitat
És habitual fer un atac de replay fent captura de la informació i després reenviar-la amb l'objectiu de suplantar la identitat d'un dels implicats. És un fet molt conegut que l'intercanvi de claus Diffie-Hellman en les seves primeres versions podien ser atacades per un atac de reinjecció, no obstant, això pot evitar-se amb una marca seqüencial o una marca de temps. Actualment, cap aplicació que utilitzi l'esquema d'intercanvi de les claus Diffie-Hellman de forma adequada es veu afectada per aquest atac en la seva forma bàsica (malgrat que es podria falsificar aquesta marca o duplicar-la en un atac de replay).

### Denegació de Servei
És habitual en sistemes d'encaminament, per exemple encaminament de ceba, realitzar atacs de replay capturant missatges i després reinjectant-los en la xarxa amb l'objectiu de sobrecarregar-la i fent-la deixar de funcionar (atac de denegació de servei). Per evitar aquest tipus d'atacs és habitual que els encaminadors detectin quan un paquet ja ha sigut processat (descartant aquest paquet) i que els propis missatges tinguin un temps de validesa que una vegada esgotat, permeti que els encaminadors els eliminin.

## Tècniques de prevenció
Les tècniques de prevenció o també anomenades contramesures :
- Contrasenya d'un sol ús: les paraules clau expiren després de fer-ne ús o al cap d'un cert temps.
- Nonces: és un nombre arbitrari que només pot ser emprat un sol cop.
- Segells temporals: mitjançant marques temporals afegides com a paraules clau.

## Enllaços subjectes a atacs de replay
Els atacs de replay són repeticions de missatges retornats a un remitent com si procedissin del receptor com la resposta. En algunes plataformes de missatgeria, com és el cas del gegant Windows Communication Foundation (WCF)', la detecció de reproducció i, per tant, d'aquest tipus d'atacs cibernètics, no es controlada automàticament.
Els atacs de reflexió es mitiguen de forma predeterminada perquè el model de servei agrega un missatge identificador firmat continent un missatge de sol·licitud i espera un missatge de resposta per part de l'usuari, qui acceptarà o negarà el rebut de missatges per part del programari, assumint la possibilitat d'amenaça. Conseqüentment, el missatge de sol·licitud no es pot tornar a reproduir com una resposta. A escenaris continents de missatges confiables i segurs (RM) els atacs de replay es mitiguen perquè:
- Els esquemes de la seqüència de creació i els esquemes del missatge de resposta de la seqüència de creació són diferents.
- Per els mètodes d'algorisme símplex, els missatges de seqüències que envia el client no es poden tornar a reproduir perquè el client no pot entendre tals missatges.
- Per els mètodes d'algorisme dúplex, les seqüències dels dos missatges identificadors han de ser únics. Així, un missatge de seqüència de sortida no es pot tornar a reproduir com un missatge de seqüència d'entrada. Cal dir que totes les capçaleres i cossos també.

Els únics enllaços que són susceptibles als atacs de replay són aquells sense WS-Adressing, és a dir, els enllaços personalitzats que tenen el WS-Adressing deshabilitat i utilitzen la seguretat basada en clau simètrica. El BasicHttpBinding no utilitza WS-Adressing de forma predeterminada però no utilitza la seguretat basada en clau simètrica, cosa que el fa vulnerable a aquest tipus d'atac. La mitigació per els enllaços personalitzats consisteix en no establir el context de seguretat o utilitzar capçaleres WS-Adressing.

## Bateries de servidors web subjectes a atacs de replay
Els clients de plataformes de missatgeria utilitzen uns serveis que s'implementen en una bateria de servidors web. Un atacant que aconsegueixi arribar aquestes bateries pot reproduir una sol·licitud de missatge que es va enviar d'un node de la bateria a un altre i així fer seu el missatge. Si l'usuari reinicia els serveis, es buidarà el caché de repetició, cosa que capacitarà l'atacant a poder tornar a passar la informació a un altre node de la bateria (les memòries del caché es buiden quan els missatges són utilitzats o vistos amb anterioritat, cosa que només permet veure'ls un cop). Les mitigacions inclouen:
- Utilitzar el mode de seguretat dels missatges amb tokens de context en estat de seguretat (amb o sense el mode de conversació segura habilitada).
- Configurar el servei per utilitzar la seguretat a nivell de transport.